# オラン・ジュース・ジョーンズ
オラン・ジュース・ジョーンズ（Oran "Juice" Jones、1957年3月28日 - ）は、アメリカの引退したR&B歌手である。

## 略歴

### 生い立ち
ジョーンズはテキサス州ヒューストンで生まれ、ニューヨーク州ニューヨークのハーレムで育った。1981年にアメリカ海軍兵学校を卒業し、ミュージシャンになるまでアメリカ海兵隊で狙撃将校を務めた。

### 音楽キャリア
ジョーンズは、デフ・ジャム（現在はユニバーサル ミュージック グループの一部）傘下のOBRレコードと契約した最初のミュージシャンであった。
彼の曲「レイン」は1986年にヒットし、Billboard Hot 100の最高9位に達した。それは彼をVH1による「1980年代の一発屋トップ100」にランク付けしている。続いて、レーベルメイトのアリソン・ウィリアムズとのデュエット「How to Love Again」を発表した。ジョーンズは「レイン」により、最優秀R&Bボーカル・パフォーマンス男性部門でグラミー賞にノミネートされた。
ジョーンズはさらに2枚のアルバムをリリースしたが、続いて大きな成功を収めることができなかった。彼はポルノ女優で歌手のミドリと、2度にわたってコラボレーションを行った。1997年に彼らは、彼のアルバム『Player's Call』のために「Let's Stay Together」というデュエット曲を録音し、1999年にリリースされたコンピレーション・アルバム『Porn to Rock』に収録されたミドリのシングル「5,10,15,20」にジョーンズが参加した。

## 私生活
彼の子供のうちの2人、ムーキー (Mookie)名義で活動した息子のオラン2世と、娘のペリーは、父親に続いて音楽業界に参入した。

## ディスコグラフィ

### スタジオ・アルバム
- 『ジュース』 - Juice (1986年、Def Jam/Columbia)
- GTO: Gangsters Takin' Over (1987年、Def Jam/Columbia)
- 『永遠なるソウル』 - To Be Immortal (1989年、Def Jam/Columbia)
- Player's Call (1997年、Tommy Boy)

### シングル
- "Curiosity" (1986年)
- "1.2.1." (1986年)
- 「レイン」 - "The Rain" (1986年)
- "You Can't Hide from Love" (1986年)
- "Here I Go Again" (1987年)
- "Cold Spending My Money" (1987年)
- "I Just Can't Say Goodbye" (1987年)
- "Not on the Outside" (1987年)
- "Pipe Dreams" (1989年)
- "Shaniqua" (1990年)
- "Poppin' That Fly" (1997年)
- "Player's Call" (1997年)